# Sascha H. Wagner
Sascha Heribert Wagner (* 23. Mai 1980 in Essen) ist ein deutscher Politiker (Die Linke) und Mitglied des 21. Deutschen Bundestags. Er ist seit Oktober 2022 neben Kathrin Vogler Landessprecher von Die Linke Nordrhein-Westfalen.

## Leben
Wagner wuchs in Essen auf und absolvierte dort eine Ausbildung zum Textilmechaniker und nach seinem Zivildienst eine weitere Ausbildung zum Kranken- und Gesundheitspfleger. Er ist Mitglied des pazifistischen Jugendbundes Zugvogel – deutscher Fahrtenbund und übernahm dort verschiedene Funktionen bis hin zur Geschäftsführung. Auf einer Auslandsreise mit einer Jugendgruppe des Zugvogels nach Griechenland erlebte er den Einmarsch von Panzern in das ehemalige Jugoslawien. Dieses Ereignis politisierte ihn nachhaltig.
Wagner trat 2005 der Partei PDS bei und wurde später Mitglied der Partei Die Linke.
Als Mitarbeiter des Bundestagsabgeordneten Niema Movassat im Wahlkreis Oberhausen-Dinslaken und später als persönlicher Referent des damaligen Fraktionsvorsitzenden der Linksfraktion im nordrhein-westfälischen Landtag Wolfgang Zimmermann wandte sich Wagner später vor allem der Sozial- und Gesundheitspolitik zu. Nach dem Ausscheiden der Partei aus dem Landtag im Mai 2012 wurde er auf dem Parteitag zum Landesgeschäftsführer gewählt. Er ist Mitglied des innerparteilichen Zusammenschlusses Antikapitalistische Linke und ist Unterstützer des Netzwerkes marx21. Er wurde mehrfach zum Wahlkampfleiter seiner Landespartei berufen und verantwortete den Bundestagswahlkampf 2013 sowie den Europawahlkampf und den Kommunalwahlkampf 2014 in Nordrhein-Westfalen.
Wagner kandidierte im Bundestagswahlkreis Oberhausen – Wesel III (Wahlkreis 116) und wurde 2025 auf Platz 1 der Landesliste Nordrhein-Westfalen in den 21. Deutschen Bundestag gewählt. Dort ist er Mitglied des Haushaltsausschusses.
Wagner publizierte in einigen sozialistischen Zeitschriften wie junge Welt, SoZ, Unsere Zeit (uz) sowie in den Jugendzeitschriften Bundschuh, Idee & Bewegung, der eisbrecher, stichwort und Opstand.